# ماریو ملچیوت
 ماریو ملچیوت  (به انگلیسی: Mario Melchiot) (زاده ۴ نوامبر ۱۹۷۶ - آمستردام) بازیکن فوتبال اهل هلند است.

## باشگاهی
وی سابقه عضویت در باشگاه‌های آژاکس، چلسی و ویگان را دارد.

## تیم ملی
همچنین ملچیوت ۲۲ بازی ملی در کارنامه دارد.